# Spartacus: Gods of the Arena
Spartacus: Gods of the Arena (Brasil: Spartacus Origens: Deuses da Arena no DVD e Spartacus: Viva a Origem no FX Brasil / Portugal: Spartacus, Os Deuses da Arena) é uma minissérie televisiva exibida originalmente pela Starz entre 21 de Janeiro e 25 de fevereiro de 2011, nos Estados Unidos, sendo a prequela da série Spartacus.
Totalizando 6 episódios, a minissérie segue o personagem Gannicus ([Dustin Clare), o primeiro gladiador a se tornar campeão de Cápua. O elenco e personagens foram reprisados da série original, incluindo, Lucy Lawless como Lucretia, John Hannah como Batiatus, Peter Mensah como Oenomaus, e Manu Bennett como Crixus. Andy Whitfield fez uma pequena aparição como Spartacus. Como na primeira temporada, a série traz muitas cenas de conteúdo violento, além de sexo e nudez. 

## Exibição
A série foi exibida originalmente em 2011 nos Estados Unidos pela emissora Starz. Foi exibida no Brasil pelo FX Brasil e em Portugal pela FOX Portugal.
Lista de episódios
1. 21 de janeiro de 2011 - Past Trangressions
2. 28 de janeiro de 2011 - Missio
3. 4 de fevereiro de 2011 - Paterfamilias
4. 11 de fevereiro de 2011 - Beneath The Mask
5. 18 de fevereiro de 2011 - Reckoning
6. 25 de fevereiro de 2011 - The Bitter End